# Tazzjana Ljadouskaja
Tazzjana Ljadouskaja (belarussisch Таццяна Лядоўская Tatsiana Liadowskaya auch russisch Татьяна Ледовская Tatjana Ledowskaja, englisch Tatyana Ledovskaya; * 21. Mai 1966 in Schtschokino) ist eine ehemalige belarussische Hürdenläuferin und Staffelolympiasiegerin.
Ljadouskaja wurde 1988, 1989 und 1990 sowjetische Meisterin und 1995, 1996 und 1997 belarussische Meisterin 1995, 1996 und 1997 im 400-Meter-Hürdenlauf.
Bei den Olympischen Spielen 1988 in Seoul gewann die für die Sowjetunion startende Belarussin die Silbermedaille im 400-Meter-Hürdenlauf hinter Debbie Flintoff-King (AUS) und vor Ellen Fiedler (GDR) und holte mit der 4-mal-400-Meter-Staffel der Sowjetunion Gold.